# 佐渡の人形芝居
佐渡の人形芝居（さどのにんぎょうしばい、文弥人形、説経人形、のろま人形）は、新潟県佐渡市に伝わる人形芝居（人形浄瑠璃）。
1977年5月17日に重要無形民俗文化財に指定された。

## 歴史
佐渡の人形芝居の伝来には諸説がある。寛保年間に江戸の人形遣い野呂松勘兵衛が佐渡に渡り、人形を遣わせたのが始まりだという説と、新穂村の須田五郎左衛門が京都に上って、公卿から浄瑠璃と人形の遣い方を習い、現在の広栄座が引き継いでいるという説であるが、どちらも文献資料がない。しかし、広栄座の人形に「享保雛」に似ているものがあり、また上方系の台本が多いことから、享保年間頃に上方から移入されたとする説が有力である。
江戸時代の佐渡の人形は『恵美草』、『天保年間相川十二ヶ月』によると説教人形で、幕間狂言に野呂間（のろま）人形が登場し、祭の余興として神社や寺堂で行われていた。舞台は高さ四尺の腰幕に水引幕を吊るすだけで、大夫は幕の陰で弾き語りをした。

## 説教人形の概要
佐渡の説教人形は金平（きんぴら）人形ともいわれ、大江山酒呑童子や熊野合戦などの合戦ものと、哀れな心情を表現する孕常盤（はらみときわ）や山椒大夫がよく演じられた。大夫一人に人形の遣い手三人という人形座で、頭、遣い方、衣裳なども簡単で古風であったといわれる。

## 野呂間人形の概要
野呂間人形は説教人形・文弥人形の間狂言として、一人遣いで方言を交えた台詞と滑稽卑俗な話で観客を笑わせる。人形遣い野呂松勘兵衛によって有名になったことから、野呂の間狂言を縮めて「野呂間」人形と呼ばれるようになった。一説には、この愚鈍な滑稽芝居が、ノロマ（野呂間）の語源とも言う。
寛文・延宝年間（1668年-1681年）から江戸和泉太夫座で始められたが、1715年の演目『国性爺合戦』には野呂間人形による間狂言は無く、江戸では早い時期に廃れたものと考えられている。現在は広栄座のみに存在し「生き地蔵」「そば畑」などが演じられている。